# Георги Палигаров
Георги Тотин Палигаров е български просветен деец и революционер от Македония. 

## Биография
Роден е в град Мехомия, тогава в Османската империя. През 1876 година е учител в Батак и участва в Априлското въстание, когато е убит от турски башибозук.